# Kinowelt TV
Kinowelt TV (eigene Schreibweise: KinoweltTV) ist ein deutschsprachiger Pay-TV-Sender, der Spielfilme ausstrahlt. Zu sehen sind Klassiker Hollywoods aber auch europäische Filme aus vielen Bereichen wie Drama, Romantik, Comedy, Action, Thriller, Horror oder Western. Seit 2009 hat das Unternehmen zudem drei Kinofilme selbst produziert.

## Unternehmensgeschichte
Kinowelt TV wurde zu je 50 % von Achim Apell – ein ehemaliger Mitarbeiter des Hessischen Rundfunks und der Taunus Film aus Wiesbaden – zusammen mit der MK Medien Beteiligungs GmbH aus Leipzig gegründet und ging am 12. Mai 2004 an den Start. Hinter MK Medien standen Michael Kölmel und sein ursprünglich 1984 gegründeter Filmverleih Kinowelt (seit 2011 Studiocanal GmbH). Apell ist der Bruder von Kölmels Ehefrau. Kinowelt TV wird von der Kinowelt Television GmbH mit Sitz in Bad Soden am Taunus betrieben. Geschäftsführer ist seit jeher Apell. 
Kinowelt TV ist digital über Kabel im Rahmen der Programmbouquets von Vodafone Kabel Deutschland, Eutelsat KabelKiosk, Pÿur, Unitymedia, HD Austria, UPC Austria, UPC Schweiz und Swisscable zu empfangen. Als IPTV findet man das Programm bei Vodafone, Magenta TV, Zattoo und Waipu.tv.
Seit dem 29. Mai 2012 ist Kinowelt HD als hochauflösende Simultancastversion bei Unitymedia auf Sendung. Eine Ausstrahlung über Vodafone Kabel Deutschland folgte am 15. Oktober 2012.
Kinowelt hat bislang drei Kinofilme selbst produziert: The Last Giants (Naturfilm, 2009), Die Präsenz (Horrorfilm, 2014) und UFO (Horror-SciFi, 2015).
Am 5. Februar 2013 hat der Sender ein neues On-Air- und Off-Air-Design eingeführt, im Zuge dessen auch neue Logos für Kinowelt.TV und Kinowelt TV HD eingeführt wurden.
Im April 2014 wurde bekannt, dass AMC Networks den Sender Kinowelt TV erworben hat. Eine Umbenennung des Senders sei derzeit nicht geplant.

## Bildergalerie

Logo bis Mai 2009
Logo von Kinowelt TV bis 4. Februar 2013
Logo des HD-Senders bis 4. Februar 2013
Logo von Kinowelt TV bis Februar 2020
Logo von Kinowelt TV HD bis Februar 2020
Logo seit Februar 2020
Logo des HD-Ablegers seit Februar 2020